# Чкаловська сільська рада (Нижньогірський район)
Чкаловська сільська́ ра́да — адміністративно-територіальна одиниця та орган місцевого самоврядування в Нижньогірському районі Автономної Республіки Крим. Адміністративний центр — село Чкалове.

## Загальні відомості
- Населення ради: 2 540 осіб (станом на 2001 рік)

## Населені пункти
Сільській раді підпорядковані населені пункти:
- с. Чкалове
- с. Великосілля
- с. Заливне
- с. Коврове
- с. Лугове
- с. Степанівка

## Склад ради
Рада складається з 16 депутатів та голови.
- Голова ради: Халіцька Марина Борисівна
- Секретар ради: Коломієць Віра Матвіївна

### Керівний склад попередніх скликань
| Прізвище, ім'я, по батькові | Основні відомості                                                 | Дата обрання | Дата звільнення |
| --------------------------- | ----------------------------------------------------------------- | ------------ | --------------- |
| Шехін Анатолій Олексійович  | Сільський голова, 1955 року народження, член Народної партії      | 26.03.2006   | 31.10.2010      |
| Халіцька Марина Борисівна   | Сільський голова, 1973 року народження, освіта вища, позапартійна | 31.10.2010   |                 |

Примітка: таблиця складена за даними сайту Верховної Ради України

### Депутати
За результатами місцевих виборів 2010 року депутатами ради стали:

#### За суб'єктами висування
| Суб'єкт висування | Кількість обраних депутатів | %   |
| ----------------- | --------------------------- | --- |
| Самовисування     | 16                          | 100 |

#### За округами
| № округу | Прізвище, ім'я, по батькові      | Дата визнання обраним | Освіта  | Партійна приналежність | Відомості про обраного депутата                       |
| -------- | -------------------------------- | --------------------- | ------- | ---------------------- | ----------------------------------------------------- |
| 1        | Сокірко Олександр Миколайович    | 04.11.2010            | середня | позапартійний          | селянське фермерське господарство «Таврія», фермер    |
| 2        | Веселов Олександр Миколайович    | 04.11.2010            | середня | член Партії регіонів   | приватний підприємець                                 |
| 3        | Абдулбарієва Аділє Таїрівна      | 04.11.2010            | вища    | член Партії регіонів   | Чкалівська амбулаторія, лаборант                      |
| 4        | Дударева Ольга Сергіївна         | 04.11.2010            | середня | член Партії регіонів   | селянське фермерське господарство «Таврія», робітниця |
| 5        | Гребеньков Віталій Володимирович | 04.11.2010            | середня | позапартійний          | тимчасово не працює                                   |
| 6        | Кадиров Гафур Енверовіч          | 04.11.2010            | середня | позапартійний          | тимчасово не працює                                   |
| 7        | Зіненко Микола Володимирович     | 04.11.2010            | середня | позапартійний          | селянське фермерське господарство «Світанок», фермер  |
| 8        | Лісова Александра Федорівна      | 04.11.2010            | вища    | член Партії регіонів   | пенсіонер                                             |
| 9        | Мохова Надія Анатоліївна         | 04.11.2010            | середня | член Партії регіонів   | тимчасово не працює                                   |
| 10       | Рибак Олена Василівна            | 04.11.2010            | середня | член Партії регіонів   | селянське фермерське господарство «Таврія», робітник  |
| 11       | Коломієць Віра Матвіївна         | 04.11.2010            | вища    | позапартійна           | Чкалівська сільська рада, секретар                    |
| 12       | Ланько Петро Андрійович          | 04.11.2010            | вища    | позапартійний          | приватний підприємець                                 |
| 13       | Сейтвелієв Ленмар                | 04.11.2010            | середня | позапартійний          | селянське фермерське господарство «Таврія», робітник  |
| 14       | Коломієц Ніна Григорівна         | 04.11.2010            | середня | позапартійна           | приватне підприємство, заступник керівника            |
| 15       | Фазилова Сусанна Серверівна      | 04.11.2010            | середня | член Партії регіонів   | тимчасово не працює                                   |
| 16       | Фазилов Сервер Ваїтович          | 04.11.2010            | середня | член Партії регіонів   | Нижньогірський цех ВАТ Укртелеком, монтажник зв'язку  |